# José Rizal University
José Rizal University (JRU), voorheen José Rizal College (JRC) is een particulier onderwijsinstituut in de Filipijnen. Het instituut in Mandaluyong werd in 1919 opgericht onder de naam Far Eastern College. In 1922 werd de naam gewijzigd naar Jose Rizal College, naar de Filipijnse nationale held José Rizal. Het onderwijs dat het José Rizal University aanbiedt varieert van lagere school- tot universitair onderwijs. Het onderwijs van het instituut is verdeeld in vijf divisies: Elementary School, Highschool, College, Graduate School en Law School. José Rizal University is sinds 1927 aangesloten bij het NCAA. Het basketteam van de universiteit doet mee onder de naam JRU Heavy Bombers.
Een van de bekendste oud-studenten van Jose Rizal University is voormalig president Ramon Magsaysay.